# Melanitis rufinus
Melanitis rufinus är en fjärilsart som beskrevs av Hans Fruhstorfer 1908. Melanitis rufinus ingår i släktet Melanitis och familjen praktfjärilar. Inga underarter finns listade i Catalogue of Life.